# Leopold Buczkowski

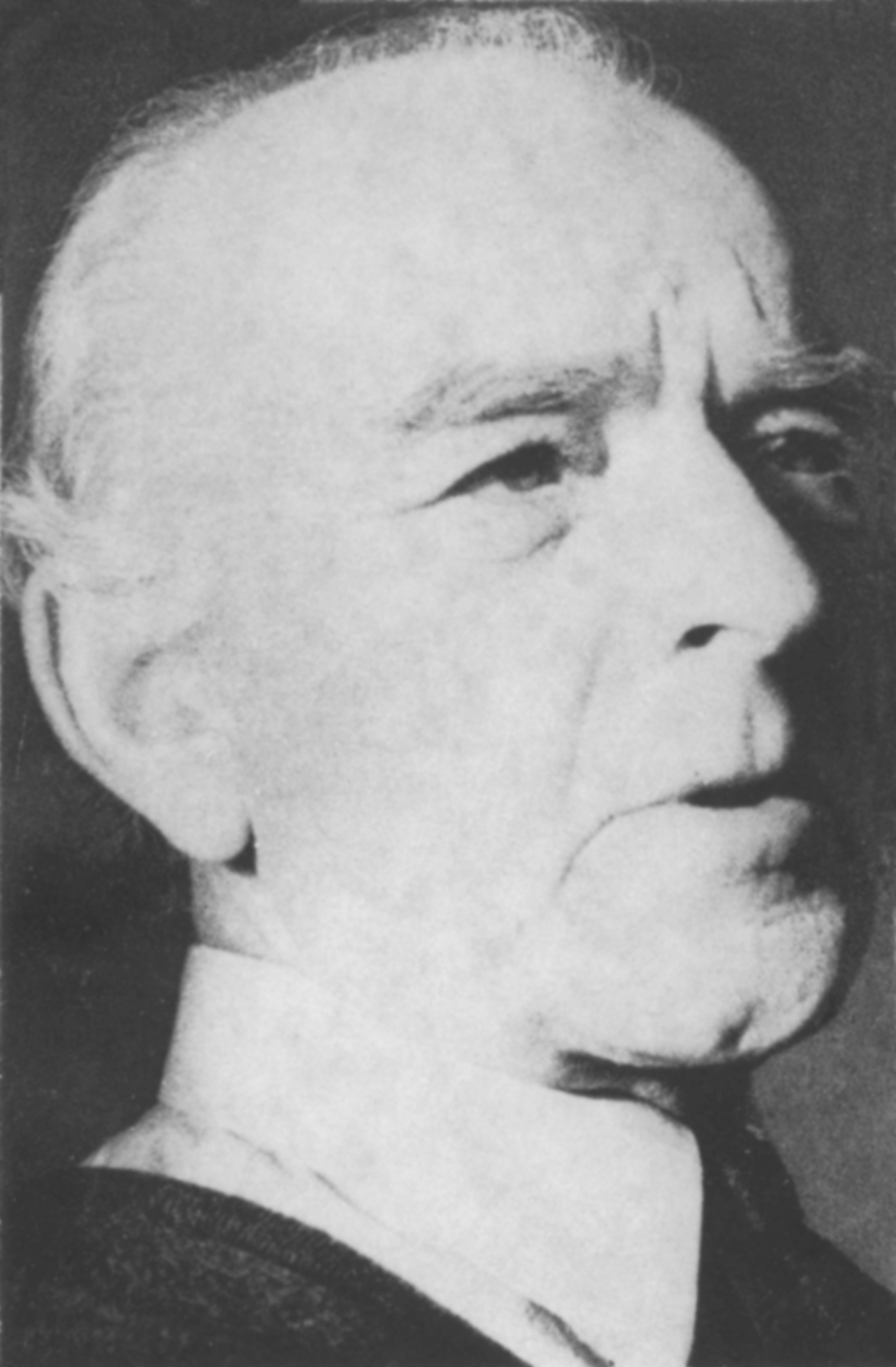
Leopold Buczkowski

Leopold Buczkowski (* 15. November 1905 in Nakwascha, Galizien; † 27. April 1989 in Warschau, Polen) war ein polnischer Schriftsteller, Maler und Grafiker.

## Leben
Geboren wurde Buczkowski im damals zu Galizien gehörenden Dorf Nakwascha, welches sich heute im Rajon Brody der ukrainischen Oblast Lwiw befindet. Während des Angriffs der UPA auf Podkamień sind seine zwei Brüder ums Leben gekommen. Die Familie Buczkowski musste nach Warschau flüchten, wo Leopold am Warschauer Aufstand teilnahm. Nach dem Krieg widmete er sich der literarischen und künstlerischen Tätigkeit.

## Schriften
- Czarny potok (Schwarzer Bach), Zakopane 1946
- Dorycki krużganek, Kraków 1977